# Hans Apel (Nationalökonom)
Hans Apel, gebürtig Hans Appelbaum (geboren 23. August 1895 in Konitz in Westpreußen; gestorben 1989 in Wien) war ein deutsch-US-amerikanischer Nationalökonom.

## Werdegang
Hans Apel war Sohn jüdischer Eltern. Er war der jüngere Bruder des Musikwissenschaftlers Willi Apel.
Apel studierte an der Universität Berlin und wurde 1925 Geschäftsleiter eines Berliner Unternehmens. 1935 emigrierte er und kam nach Aufenthalten in den Niederlanden und in Großbritannien 1937 in die USA. An der Universität Boston absolvierte er zunächst ein Graduierten-Studium. 1945 wurde er in Boston mit der Dissertation Outline of a Dynamic Theory of Income promoviert und anschließend zum Assistant Professor ernannt. 1948–1949 war er als Associate Professor am Middlebury College tätig. Von 1950 bis zu seiner Emeritierung 1961 war er Full Professor und Chairman der Volkswirtschaftlichen Fakultät der Universität Bridgeport im US-Staat Connecticut. Danach kehrte er nach Deutschland zurück.
Apels wissenschaftliches Interesse hatte unter anderem den Grenzkosten und den Auswirkungen freiwilliger und staatlicher Beschränkungen der Lohnpolitik gegolten. Seit den 1960er-Jahren interessierte er sich verstärkt für die Wirtschaftssysteme sozialistischer Länder und für deren politische und gesellschaftliche Lage. Zu diesem Zweck bereiste er die betreffenden Länder. Zuletzt stattete er auch der Sowjetunion einen Besuch ab.

## Schriften (Auswahl)
- Ohne Begleiter - 287 Gespräche jenseits der Zonengrenze, 1965.
- Wehen und Wunder der Zonenwirtschaft, 1966.